# PL学园女子短期大学
PL学园女子短期大学（日语：／ PL Gakuen Joshi Tanki Daigaku *），简称PL短大、P短，是过去一所位于日本大阪府富田林市的私立短期大学。2009年廢校。

## 概要

### 简介
- 学校最早可以追溯到1955年即学校法人和高級中学的创立[2]。短期大学为于1974年开办、由学校法人PL学园经营。来教育的基础是完美自由教团。以后招生到2000年、停办于2009年[3]。 「人生是艺术[注 3]」「又教育是艺术[注 4]」为学园训[2]。现在学校法人PL学园有高等学校、中学校、小学校、幼儿园、专科学校[4]。

### 历史
- 1974年 PL学园女子短期大学成立并同时设置初等教育学科[2]。
- 1977年  初等教育学科成立于函授教育课程[1][5]。
- 1981年 幼儿教育学科成立[3]。
- 2000年 最后一年招生、次年停止招生（正式停办于2009年10月30日[3]）。

## 学校环境
- 校区：在了大阪府富田林市[注 1]

## 组织

### 学科
- 初等教育学科
  - 第一部[注 2]
  - 函授教育课程[1]
- 幼儿教育学科

### 专科
| - 没有 |

### 业余课程
| - 没有 |

## 相关链接
- 日本短期大学列表